# Condylopygidae
A Condylopygidae a háromkaréjú ősrákok (Trilobita) osztályának az Agnostida rendjéhez, ezen belül az Agnostina alrendjéhez tartozó család.

## Rendszerezés
A családba az alábbi nemek tartoznak:
- Condylopyge
- Miraculaspis
- Pleuroctenium